# Genivolta
Genivolta est une commune italienne de la province de Crémone dans la région Lombardie en Italie.

## Administration
| Période                                  | Période | Identité           | Étiquette    | Qualité |
| ---------------------------------------- | ------- | ------------------ | ------------ | ------- |
| mai 2014                                 |         | Gian Paolo Lazzari | Lista Civica |         |
| Les données manquantes sont à compléter. |         |                    |              |         |

### Communes limitrophes
Azzanello, Casalmorano, Cumignano sul Naviglio, Soncino, Soresina, Villachiara